# Ardashir III
Ardashir III (Tiếng Trung Ba Tư:, tiếng tân Ba Tư: اردشیر سوم), (sinh khoảng năm 621-27 tháng 4 năm 629) là vua của đế chế Sassanid từ ngày 06 tháng 9 năm 628-27 tháng 4 năm 629.

## Thời niên thiếu
Ardashir là con trai của vua Kavadh II với Anzoy người La Mã, một công chúa của đế quốc Byzantine, điều này khiến Ardashir không được lòng người Iran do họ đã vừa trải qua một cuộc chiến tranh kéo dài và gây ra sự tàn phá nặng nề với Byzantine. Năm 628, một đại dịch đã bùng phát từ miền tây Iran, cướp đi sinh mạng của một nửa cư dân đế quốc, bao gồm cả vua Kavadh II.

## Cai trị

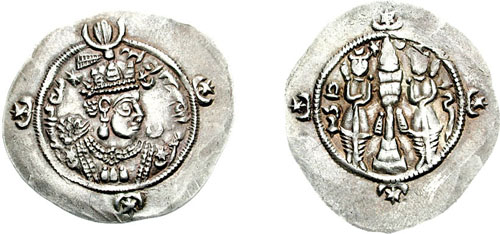
Tiền xu của Ardashir III, vua của đế chế Sassanid.

Sau khi Kavadh II qua đời, hội đồng Wuzurgan đã lựa chọn Ardashir là vị vua kế tiếp, ông lúc đó mới có 7 tuổi. Tuy nhiên, trên thực tế, ông có rất ít quyền lực và đế chế của ông nằm dưới sự kiểm soát của viên tể tướng Mah-Adhur Gushnasp, người có nhiệm vụ bảo vệ đế chế cho đến khi Ardashir trưởng thành và có thể tự mình cai trị.
Trong cùng thời gian này, một người anh em của Mah-Adhur Gushnasp tên là Narsi, đã được ban cho thành phố Kaskar là một phần lãnh địa của ông ta Tuy nhiên, ngay cả dưới quyền một vị tể tướng tài năng, mọi thứ vẫn trông ảm đạm ở Iran; Chủ nghĩa bè phái đã phát triển rất mạnh giữa những người Iran, và một số phe phái hùng mạnh đã nổi lên dưới triều đại người ông của Ardashir, Khosrau II, họ đã giành quyền kiểm soát nhiều vùng đất quan trọng của Iran, trong khi quyền lực trung Ương của nhà nước Sassanid đã trở nên suy yếu hơn dưới triều đại của người tiền nhiệm Ardashir.
Một năm sau, tướng Shahrbaraz cùng một đạo quân 6.000 người  đã tiến quân về Ctesiphon và bao vây thành phố. Tuy nhiên, Shahrbaraz đã không thể đánh chiếm được thành phố, và sau đó ông ta đã xây dựng một liên minh với Piruz Khosrow, lãnh đạo của phe Parsig (Ba Tư), và còn là viên bộ trưởng trước đây của đế quốc dưới triều đại của cha Ardashir. Shahrbaraz cũng đã liên minh với Namdar Jushnas, viên spahbed của Nimruz. Với sự trợ giúp của hai nhân vật quyền lực này, Shahrbaraz đã chiếm được Ctesiphon và hành quyết Ardashir III, cùng với Mah-Adhur Gushnasp, bao gồm cả nhiều quý tộc Sassanid. Shahrbaraz sau đó trở thành vua của đế quốc Sassanid. Theo các ghi chép Hồi giáo, Ardashir đã được chôn cất tại một địa điểm bí mật ở Maishan.